# Gaetano Collotti
Gaetano Collotti (Castelbuono, 1917 – Mignagola, 28 aprile 1945) è stato un poliziotto italiano, appartenente all'Ispettorato Speciale di Pubblica Sicurezza per la Venezia Giulia di Trieste.
in servizio nell'ufficio di investigazione speciale destinato alla repressione degli oppositori del regime fascista. 

## Biografia
Siciliano, a ventidue anni è un vice commissario di polizia in forza al commissariato di pubblica sicurezza di Trieste.
Passato nel 1942 in servizio all'Ispettorato Speciale di Pubblica Sicurezza per la Venezia Giulia come vice commissario aggiunto, con un organico di circa 180 uomini, è in servizio nell'ufficio di investigazione speciale destinato alla lotta contro gli oppositori del regime fascista, utilizza metodi brutali di interrogazione, come i casi delle torture di "Villa Triste". "Villa Triste" era una villa situata in via Bellosguardo n.8 ed era abitata da una famiglia ebraica, ma venne abbandonata dopo la proclamazione delle leggi razziali. Requisita dai fascisti, fu utilizzata come sede dell'Ispettorato e aveva come comandante Giuseppe Gueli.
Si distinse nell'aprile del 1943 quando nei pressi di Tolmino, completamente da solo, viene coinvolto in una sparatoria contro i partigiani sloveni, uccidendone uno, ferendone un altro e catturandone un terzo. 
Par l'azione Collotti venne insignito di una medaglia di bronzo al valor militare.
Dopo l'8 settembre 1943 aderì alla Repubblica Sociale Italiana.

La "Banda Collotti" - al centro Gaetano Collotti

Collotti crea la cosiddetta "Banda Collotti", sotto controllo del comando delle SS con sede Trieste: nell'estate del 1944 svariate volte e per diversi giorni la "Banda Colotti" giustiziò dei civili gettandoli nel pozzo di una miniera a Basovizza. Nel febbraio 1945 arrestò e fece torturare il dirigente del CLN triestino Ercole Miani, che poi fu rilasciato per intercessione di personalità del fascismo.

### La morte
Alla fine della guerra, tenta la fuga, ma è catturato ad un posto di blocco partigiano a Olmi di San Biagio di Callalta  con un carico d'oro di proprietà della Banca d'Italia e in possesso di un funzionario della stessa banca che verrà poi spartito tra partigiani democristiani e comunisti. Con lui sono, oltre al funzionario di banca, dei suoi agenti e l'amante in attesa di un figlio.
Tutti furono portati alla famosa "Cartiera della morte" di Mignagola di Carbonera, dove la banda di Gino Simionato detto "Falco", li uccise dopo sevizie, compresa la donna incinta, insieme ad altri militi della Rsi e civili.
Processati  nel 1954, i partigiani della "Cartiera Burgo" di Mignagola di Carbonera furono assolti perché i fatti ricadevano nell'amnistia Togliatti.